# Trafic Internet
Pour les articles homonymes, voir Trafic.
Pour l’article ayant un titre homophone, voir Traffic.

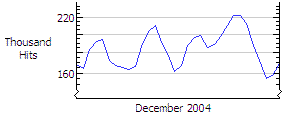
Trafic Web de Wikipédia en décembre 2004.

Le terme trafic Internet (de l'anglais Internet traffic) fait référence à la circulation des flux d'information sur le réseau informatique mondial qu'est Internet. Il est notamment alimenté par le trafic du Web, ainsi que par d’autres grands usages d'Internet comme la messagerie électronique, les flux vidéo et audio, et les réseaux pair à pair.

## Unités de mesure
On utilise différentes unités de mesure, selon les couches réseaux et applications.
Au niveau des réseaux, il est calculé en bits.
Pour l’audience des sites web, on utilise différentes unités, telles que le nombre de visiteurs uniques par jour ou mois, le nombre de pages vues par jour ou mois. Pour les performances et limitations des serveurs web, on compte le nombre de connexions simultanées.
Les diffuseurs de médias affichent souvent le nombre de vues de chaque flux, afin de mettre en avant la popularité de certains contenus. De la même façon les applications de réseaux sociaux ont introduit la notion de repartage et de bonus/malus d'appréciation, qui permette d'évaluer la popularité de certains de ses contenus et acteurs.